# قلال
قلال (به عربی: قلال) یک شهرداری در الجزایر است که در استان سطیف واقع شده‌است.